# أفلام مثيرة للجدل
أفلام مثيرة للجدل  كتاب للناقد السينمائي محمود قاسم صدر عام 2018  عن وكالة الصحافة العربية (ناشرون) في 280 صفحة. يتناول الكتاب بالنقد مجموعة من الأفلام المصرية التي صدرت خلال العقد الأول من القرن 21. تضمن الكتاب عدد 34 فيلم وهي:
ألف مبروك - واحد من الناس - باحب السيما - الباحثات عن الحرية - من نظرة عين - حب البنات - آسف على الإزعاج - عسل اسود – العاصفة - جواز بقرار جمهوري - خيانة مشروعة - الريس عمر حرب - دكان شحاتة - رسائل البحر - حسن ومرقص – كباريه - ديل السمكة – حليم - فول الصين العظيم – تيتو - عريس من جهة أمنية - زي النهارده - واحد صفر - ليلة سقوط بغداد - أيام السادات - بنات وسط البلد - في شقة مصر الجديدة - أوقات فراغ - دم الغزال - عمارة يعقوبيان - أحلى الأوقات - سهر الليالي - احنا اتقابلنا قبل كده - سكوت ح نصور.

## المقدمة
كان عنوان مقدمة كتاب محمود قاسم: «قبل أن تقرأ» وأوضح في مقدمته أن بعد نهاية العقد الأول من القرن 21 اندلعت ثورة يناير 2011 لتصبح حدثاً فاصلاً بين مرحلتين بالغتي الأهمية في حياة المصريين من ناحية، والعرب بشكل عام، واعتبر هذا العقد الأول (من 2000 إلى 2010) أن السينما المصرية كانت في أفضل حالاتها، وأن تلـك السنوات العشر قد قالت كلمتها، وتشكلت بكل وضوح، مما يمكن اعتباره كيان واحد، خاصة في مجالات الفنون والآداب.
أوضح الكاتب أن العقد الأخير من القرن 20 (1990 - 1999) كانت السينما المصرية في حالة من الذعر، بسبب تقلص الإنتاج، وانعكس هذا على تصريحات صناع السينما والعاملين بها في وسائل الإعلام، وأصبحنا أمام صناعة تنقرض، وأن العاملين خاصة الفنيين يواجهون شبح البطالة، فقد قل الإنتاج السينمائي إلى قرابة عشرين فيلماً في عام 1999. يقول الكاتب أن الجميع لم يتوقع انقلاب فني وصناعي في السينما، بحيث أن أفلام العقد الأول من القرن 21 سوف تحقق بعضها عند عرضه في دور السينما قرابة الثلاثين مليون جنيهاً، بالإضافة إلى عائد هذه الأفلام من العـروض في القنوات الفضائية، خاصة بعد إنشاء قنوات سينمائية متخصصة بأعداد كبيرة. ذكر أيضا أن عصر نجومية كثيراً من النجوم قد انتهى، ويقصد بالنجوم: محمود ياسين - حسين فهمي - محمود عبد العزيز - نبيلة عبيد - نادية الجندي - يسرا، وانكسر تألق عادل إمام  مع أفلام من طراز «رسالة إلى الوالي»، و«الواد محروس بتاع الوزير»، وهو النجم الذي سيتألق بقوة في النصف الثاني من العقـد الأول مـن القرن 21.
أوضح قاسم في نهاية مقدمته أنه من المهم قراءة هذه المرحلة - من خلال أفلامها – وأنه هنا يحاول إعادة الأمور إلى موازينها الصحيحة، حيث ينسب الفيلم إلى مخرجه، أيـاً كان ممثله، أو النجم الأول فيه.

## أحمد جلال – 1000 مبروك
اعتبره الكاتب الفيلم الأكثر تجريبية في تاريخ السينما المصرية. حيث يستيقظ بطل الفيلم ثلاث عشـرة مـرة، دون أن نراه يذهب مرة واحدة كي ينام، وفي كل مرة بعد الاستيقاظ يهب مفزوعاً، ليعيش نفس ما عاشه من قبل بتنويعة مختلفة، مع حوارات متقاربة، مع الأشخاص أنفسهم في كل التنويعات.
امتدح قاسم الفيلم قائلاً: «فكرة مدهشة، لا يمكن أن تتم إلا باقتناع المخرج والممثـل، الـذي يختار نصوصه باهتمام، فالتجريب بهذا الشكل جديد على المتفرج المصري في الفيلم المحلي، ولذا فإن أفضل صورة له، هو اللجوء إلى الكوميديا.»

## أسامة فوزي– بحب السيما
يقدم قاسم هذا الفيلم واصفاً إياه بأنه الفيلم المصري الذي أثار جدلاً متعدد الأطراف، مثلما حدث مع فيلم «المذنبون» لسعيد مرزوق عام 1977 الذي تضمن الكثير من الإيحاءات الجنسية، والإثارة وأيضـاً الاسقاطات السياسية المباشرة. تعرض فيلم «باحب السيما» للتزمت الديني المسيحي، أو التدين بشكل منغلق، وهو أمر ينطبق أيضاً على المتمسكين بأدائهم في كل الـدنيا، وليس فقط فيما يخص عائلة قبطية من حي شبرا بالقاهرة، بل فيما يخص التشدد الديني في كل العقائد. يعرض الفيلم أسرة مصرية قبطية، أكثر ما يميزها أن الابن الصغير نعيم ابلغ من العمر ست سنوات، هو صـاحب وجهـة نظر، وله رأي، وهذا أمر غير سائد في العائلة المصرية الشعبية.

## خالد مرعي - عسل أسود
وصف الكاتب فيلم «عسل أسود» للمخرج خالد مرعي أنه «مجموعة من الاسكتشات المتتالية»، وكتب: «القسم الأول من الفيلم ينقسم باسكتشاته إلى قسمين أساسيين الأول عبارة عن اسكتشات متتالية لما يحدث في الشارع المصري، حتى إذا تعرفنا عليها كلها، من وجهة نظر الفيلم، بدأ السيناريو في عرض السلبيات التي يعيشها المصريون في داخل البيوت.» أمتدح محمود قاسم بطل الفيلم أحمد حلمي قائلاً: «ممثل ذكي، بارع في »فعل« الضحك، وأتمنى أن يبتعد قدر الإمكان عن مشاهد العصبية والنرفزة، فسرعان ما تنكشف موهبته التي لا يدركها الناس.»

## رامي إمام – حسن ومرقص
يستخدم فيلم «حسن ومرقص» للمخرج رامي إمام مسألة تحول الهوية إلى الجهة المعاكسة تماماً، وقد سبق مشاهده ذلك من قبل في الفيلم الأمريكي "Face off" للمخرج جون وود، حيث يتحول الشرير إلى الطيب والعكس بالعكس. وفي فيلم رامي إمام يتحول الأبطال، ظاهرياً، من ديانة إلى أخرى. ويصف ذلك الكاتب محمود قاسم قائلاً: «ولا شك أن مسألة تغيير الهوية لكل من القـس والشـيخ، بحيـث يتبادلان الأدوار، هي أقرب إلى الفانتازيا، فهي لا تحدث في الواقـع.» يشرح الكاتب تعمد كاتب الفيلم ومخرجه تقسيم مساحة بين البطلين عمر الشريف وعادل إمام، وخلص إلى نتيجة مفادها: «الفيلم يحتاج إلى الكثير من الموثقات، وهو فيلم جدلي سـوف يثير الجدل لفترة طويلة، ولا أعتقد أن إيراداته الضخمة، إذا كان سوف يحدث، سببه جودته، أو حساسية الموضوع، لكنه يذكرني بصديق لي نشر كتابـاً يوماً ما عن» السادات والبابا" طبعه عدة طبعات، لأن اسم البابا على الكتاب يدفع الكثير من الأقباط لشراء الكتاب."

## يوسف شاهين – سكوت ح نصور
وصف الكاتب فيلم شاهين «سكوت ح نصور» بالفيلم الخالي من الحياة وأشخاصه أشبه بالتماثيل المحنطة. ويقول أن نهاية الفيلم تقترب من الفيلم الأمريكي «مولد نجمة A star is born» الذي أنتجته السينما الأمريكية مرتين عامي 1954 و1977، اقتبسته السينما المصرية في فيلم أحمد يحيى «ليلة بكى فيها القمر» عام 1980. وتساءل الكاتب في نهاية حديثه عن «سكوت ح نصور» لماذا كان يوسـف شاهين يصر على أن يكتـب سيناريوهات أفلامه؟ وهل كان فيلم «مولد نجمة» في ذهنه فعلاً، وهو يقدم هذه القصة الساذجة، الخالية من الحياة؟

## نقد وتعليقات
كتب أحمد مروان على موقع «ميدل إيست أونلاين» في 21 مايو 2018: «قراءة لهذه السينما وصانيعها، ومحاولة للتعرف إلى أي حد كانت الأفلام تستحق الجدل»، ويواصل الكاتب: «قرأ محمود قاسم قاسم في كتابه هذه الأفلام بما يفسر الوجه السياسي والاجتماعي والاقتصادي الذي يشاهده الناس في القنوات الفضائية - بصورة متكررة - وإن لم يذهب لرؤيتها في قاعات السينما، فإنها قادمة إليه في البيوت، وحاول قراءة هذا العقد بكافة تناقضاته من خلال أبرز أفلامه ومخرجيه.»

## وصلات خارجية
- أفلام مثيرة للجدل
- أفلام مثيرة للجدل موقع المصري اليوم
- أفلام مثيرة للجدل موقع rafbokasafnid
- أفلام مثيرة للجدل موقع جودريدز
- أفلام مثيرة للجدل فى حدوتة مصرية ج1 على يوتيوب
- أفلام مثيرة للجدل فى حدوتة مصرية ج2 على يوتيوب